# Amphiprion ocellaris
O peixe-palhaço-comum (Amphiprion ocellaris), também conhecido como falso-percula ou peixe-palhaço-do-oeste, devido à sua semelhança com o peixe-palhaço-percula, é um peixe-palhaço do gênero Amphiprion. À semelhança dos restantes peixes-palhaço, é protegido das células urticantes dos seus hospedeiros, as anêmonas-do-mar, por possuir um revestimento de muco protetor. Pode ser encontrado em lagunas calmas e pouco profundas, sendo o macho o guardião dos ovos.
A espécie é nativa dos Oceanos índico e Pacífico.
A espécie ficou famosa graças ao filme infantil Procurando Nemo.